# ميخائيل لانغ
ميخائيل لانغ (بالألمانية: Michael Lang)‏ (4 يوليو 1998 - ) هو لاعب كرة قدم نمساوي في مركز الدفاع.

## وصلات خارجية
- ميخائيل لانغ على موقع قاعدة بيانات كرة القدم.إي يو (الإنجليزية)
- ميخائيل لانغ على موقع Soccerway.com (الإنجليزية)
- ميخائيل لانغ على موقع عالم كرة القدم.نت (الإنجليزية)